# Долган Катерина Андріївна
Катерина Андріївна Долган (11 травня 2000, м. Прилуки, Україна — 20 червня 2021, траса Київ — Прилуки) — українська спортсменка (легкоатлетка). Кандидатка в майстри спорту з легкої атлетики та призерка чемпіонатів України.
Срібна призерка чемпіонату України з 12-годинного бігу.

## Життєпис
Катерина Долган народилася 11 травня 2000 року у місті Прилуках.
Закінчила Національний педагогічний університет імені Михайла Драгоманова.
Рекордсменка Національного реєстру рекордів України в номінації «Найтриваліший безперервний біг на біговому тренажері». 9 вересня 2020 року дівчина встановила рекорд, подолавши максимальну відстань на спортивному тренажері. Долган пробігла за 5 годин 51 кілометр без перерви на відпочинок.
Загинула вранці 20 червня 2021 року у ДТП на трасі Київ — Прилуки.

## Нагороди
- Почесна грамота виконавчого комітету Прилуцької міської ради (2020)[2].